# Josefa Ibáñez Lambíes
Josefa Ibáñez Lambíes fue una militante comunista que se presentó candidata a las Cortes de la II República en el año 1933.
En 1936, con la victoria del Frente Popular en los Ayuntamientos, fue la primera mujer concejal del Ayuntamiento de Buñol.
Estuvo casada con el también militante comunista Joaquín Masmano Pardo, ejecutado extrajudicialmente en el año 1936, lo cual fue reconocido en 1937 por las autoridades judiciales franquistas en la pieza separada de la causa núm. 169 de 1936, en la Auditoría de Guerra de Canarias.
Valorada por su lucha en pro de los derechos de las mujeres y de la clase trabajadora en general, su labor ha sido reconocida por el consistorio de Buñol, su ciudad natal, el cual le ha concedido una calle, la cual está junto al Instituto de Educación Secundaria (IES) de Buñol.
La concesión de una calle para Josefa Ibáñez Lambiés es fruto de una moción presentada en el año 2014 por CCOO y más tarde, en el año 2016 la Concejal de la Mujer, y portavoz municipal de EU, María Álvarez, presentó en el pleno municipal la moción que se aprobó definitivamente.